# Forficula paleocaenica
Genre
Espèce
Forficula paleocaenica est une espèce fossile d'insectes dermaptères de la famille des Forficulidae.

## Aire de répartition et époque
Cette forficule a été découverte dans la formation de Fur, au Danemark. Cette formation géologique est datée du début de l'époque de l'Éocène (étage Yprésien).

## Taxinomie
Cette espèce a été décrite pour la première fois en 1990 par le naturaliste Rainer Willmann.